# Османское завоевание Йемена
Османское завоевание Йемена — постепенное завоевание территории Йемена войсками Османской империи и превращение её в османскую провинцию (эялет Йемен), происходившее в период с 1517 по 1538 годы. На первом этапе крупнейшие государства на территории современного Йемена — Мамлюкский эмират с центром в Забиде и хадрамаутский султанат Касиридов — признали себя вассалами османского султана, затем в результате военного вторжения 1538 года в западной части Южной Аравии был создан Йеменский эялет, 34-й по счёту эялет Османской империи.

## Йемен накануне османской экспансии
В начале XVI века бо́льшая часть Йемена находилась под властью султаната Тахиридов, главным религиозным, культурным и политическим центром которого был город Забид. В состав султаната входили наиболее развитые земледельческие районы Йемена и крупнейшие города страны, среди которых были Таиз, Сана, Аден и Моха. Тахириды придерживались суннизма шафиитского мазхаба и традиционно враждовали с религиозно-политическими общинами зейдитов и исмаилитов. Зейдитское теократическое государство, возглавляемое имамом, контролировало горные районы Северного и Центрального Йемена — Джебель (в 1506 году Тахириды разгромили зейдитов и взяли их столицу Сану, фактически положив конец политической власти зейдитских имамов), а религиозно-политическим центром исмаилитов был
Наджран (ныне город на юго-западе Саудовской Аравии). Во главе теократического государства исмаилитов стоял мукаррам («Высокочтимый»), власть которого, помимо Наджрана, распространялась на Джебель-Хараз и некоторые другие горные районы Йемена. К востоку от Тахиридского султаната, в Хадрамауте, существовали меньшие по размеру и влиянию султанаты Яманидов с центром в Тариме и Касиридов со столицей в Эш-Шихре, крупнейшем торговом городе на побережье Аденского залива. Власть султанов во многих районах была номинальной, и там вполне самостоятельно правили местные властители — от вождей бедуинских племён до духовных авторитетов, шарифов, факихов и мансабов. Наиболее могущественными из них были шарифы Джизана в Южном Асире, факих Абу Бекр ибн Макбуль, контролировавший аль-Лухайю, и мансабы из рода Амудийя, центром которых был город Бейда.
Несмотря на возрастание в начале XVI века угрозы португальского вторжения на территорию Южной Аравии (в 1513 году португальцы уже пытались взять Аден приступом), ни Тахириды, ни более мелкие правители разных областей Йемена совершенно не торопились помогать Мамлюкскому Египту в ведении «священной войны» с португальцами. Более того, нарушение тахиридским султаном аз-Зафиром Амиром II (1489—1517) своих вассальных и союзнических обязательств перед Мамлюкским султанатом в октябре 1515 года спровоцировало вторжение мамлюков в Йемен. Не получив от Тахиридов пополнения людей и припасов, мамлюкский флот во главе с Хусейном аль-Курди не смог продолжить свой поход на португальскую Индию и восемь месяцев простоял у острова Камаран, где мамлюки разбили укреплённый лагерь. Наконец, получив поддержку от зейдитского имама Яхьи Шараф ад-Дина, факиха аль-Лухайи Абу Бекра и шарифа Джизана Изз ад-Дина ибн Ахмеда, Хусейн аль-Курди во главе шеститысячной армии, оснащённой неизвестным в Йемене огнестрельным оружием, выступил против Тахиридов и 20 июня 1516 года взял Забид, вынудив султана бежать в Таиз, после чего под контроль Хусейна аль-Курди и Изз ад-Дина ибн Ахмеда перешла вся йеменская Тихама с городом Моха. Тем не менее, мамлюкам не удалось в ходе недельной осады взять Аден, обороняемый тахиридским наместником Амиром Мурджаном ибн Даудом, а вскоре пришло известие о поражении армии мамлюкского султана в битве на Дабикском поле недалеко от Халеба от войск Османской империи. Пробыв в Забиде всего четырнадцать дней, Хусейн аль-Курди со своим флотом спешно отправился в Джидду, оставив в Забиде небольшой гарнизон во главе с мамлюком Барсбаем и шарифом Изз ад-Дином ибн Ахмедом (в качестве заместителя Барсбая).
В марте 1517 года к Адену подошла португальская эскадра индийского губернатора Лопо Суариша, и Амир ибн Дауд сразу же признал над собой власть Португалии, однако вскоре Суариш был вынужден вернуться в Индию, и Амир ибн Дауд фактически стал независимым правителем собственного эмирата, в состав которого наряду с Аденом вошли области Лахдж и Абьян. В то же время мамлюкский эмир Барсбай, при поддержке шарифа Изз ад-Дина ибн Ахмеда продолжал войну с Тахиридам. Весной его войско пополнилось мамлюками, вернувшимися из Джидды, захваченной османским султаном Селимом I, благодаря чему Барсбай сумел отбить наступление тахиридских войск. Вскоре Барсбай был убит одним из местных племён, и мамлюки избрали на его место эмира Искандера. 15 мая 1517 года мамлюки разбили армию султана аз-Зафира Амира II в битве при Сане и взяли город. Сам султан аз-Зафир Амир II был убит в ходе обороны Саны, как и его брат Абд аль-Малик, после чего султанат Тахиридов перестал существовать. Йемен оказался под властью мамлюков, хотя в то же самое время Мамлюкский султанат со столицей в Каире был завоёван Османской империей. Йеменские мамлюки, не желая продолжения османо-мамлюкской войны на территории Южной Аравии, в июле того же года признали над собой верховную власть османского султана Селима I и принесли ему клятву верности. Султан утвердил мамлюкского эмира Искандера своим наместником в Йемене. Мамлюки облачились в османские одежды, а турки-османы (в основном, отряды наёмников и авантюристов) начали постепенно проникать на юг Аравийского полуострова.

## Йемен под сюзеренитетом Османской империи
В течение следующих двадцати лет, до превращения Йемена в османский эялет в 1538 году, территория страны (не считая Хадрамаута) была поделена на сферы влияния трёх государственных образований: Зейдитский имамат контролировал Северный Йемен и постепенно расширял свою власть на юг; уцелевшие эмиры Тахириды владели разрозненными крепостями и прилегающими к ним районами в Южном Йемене со столицей в Адене; Мамлюкский эмир и его союзники контролировали Забид и Таиз, формально заявляя о себе как о представителях османского султана. Тахиридский наместник Амир Мурджан, контролировавший Аден, по примеру мамлюков пытался снискать расположение османского султана Селима I. В середине 1517 года он направил Селиму подарки и послание от имени султана аз-Зафира Амира II, в котором жаловался на бесчинства мамлюков и извинялся за то, что ранее помогал португальским эскадрам, заходившим в Аден. Послы прибыли к османскому двору и были хорошо приняты султаном Селимом I, однако никаких официальных результатов это Тахиридам не принесло и Амир Мурджан вскоре вернулся к сотрудничеству с Португальской Индией: в марте 1524 года он официально признал над собой сюзеренитет Португалии, а в феврале 1530 года подписал с португальцами новый договор, в котором вновь признал себя вассалом короля Португалии и обязался платить дань. По условиям договора 1530 года аденские торговые суда получили свободу навигации в Индийском океане при условии, что они не будут поставлять другие товары в порты Османской империи.
После признания тихамским Мамлюкским эмиратом с центром в Забиде сюзеренитета османского султана начался поступательный процесс включения всех йеменских территориально-политический образований в состав Османской империи в статусе вассальных княжеств. Главным противником укрепления власти Высокой Порты над Йеменом выступили зейдиты, власть которых после поражения от войск Тахиридов в 1506 году распространялась лишь на Сааду и несколько других северных горных районов. После разгрома Тахиридов мамлюками началось возрождение зейдитского теократического государства, возглавляемого имамом аль-Мутаваккилем Яхьёй Шараф ад-Дином, которому уже в 1517 году удалось взять Сану и восстановить контроль над всеми исторически зейдитскими районами Йеменского нагорья (Джебеля). Главным противником зейдитов теперь стал суннитский Мамлюкский эмират, который вскоре предпринял неудачную попытку выйти из под власти Османской империи: в конце 1520 года эмир Искандер, узнав о смерти османского султана Селима, провозгласив себя султаном, независимым от Османской империи, приказал упоминать своё имя в хутбе, ввёл при забидском дворе мамлюкский протокол с соответствующими придворными должностями (давадары, хаджибы и т. д.) и начал чеканить собственные монеты. Вскоре, однако, из Джидды прибыл османский экспедиционный корпус, который без труда вошёл в Забид и перебил зачинщиков мятежа. В 1521 году головы эмира Искандера и его давадара были доставлены османскому бейлербею Египта Хайр-беку. После подавления мятежа мамлюкские эмиры Забида больше не помышляли о выходе из под сюзеренитета Османской империи, однако перманентный политический хаос в Забиде вынуждал османские власти периодически вмешиваться в дела Мамлюкского эмирата. После 1520 года бейлербеи Египта ещё, как минимум, дважды направляли османские войска в Йемен. Некоторая стабильность пришла с воцарением в Забиде эмира Искандера Муза (1529—1536), которому удалось наладить как относительно эффективное управление страной, так и нормальные отношения с Высокой Портой.
Тем временем зейдиты продолжали распространять своё влияние к югу от своих исторических территорий. В середине 30-х годов они начали успешное наступление на владения Тахиридов: в феврале 1535 года взяли Таиз, в тот момент находившийся под властью Амира Мурджана, и установили контроль над южными предгорьями
Джебеля. Они завладели Ханфаром, Лахджем и Абьяном, вплотную придвинувшись к Адену. В 1536 году аль-Мутаххар, сын имама аль-Мутаваккиля Яхьи, нанёс тахиридским войскам сокрушительное поражение у Гайл-Вазрана. На западе зейдиты попытались распространить свою власть над всей йеменской Тихамой, а на востоке начали угрожать Хадрамауту. Под предводительством аль-Мутаххара и его брата Шамс ад-Дина Али зейдитские войска двинулись на Забид, однако в 1538 году зейдиты потерпели поражение и были вынуждены вернуться в свои горные области на севере Йемена.
В восточной части Йемена, Хадрамауте, центром распространения османского влияния стал султанат Касиридов, возглавляемый молодым султаном Бадром III Бу Тувейриком (1516—1568). Вступив на престол, он сразу же установил дружественные отношения с Османской империей и получил разрешение на вербовку солдат на её территории. С тех пор султан в своей внешней и внутренней политике ориентировался на позицию Высокой Порты. В мае 1520 года в Эш-Шихр прибыл первый отряд османских наёмников под командованием Реджеба ат-Турки. Главным военным преимуществом отряда были неизвестные до тех пор в Хадрамауте мушкеты, получившие у местных жителей название «румские ружья». При помощи отряда Реджеба ат-Турки Бадр III в ноябре 1521 года взял Тариме, чем положил конец султанату Яманидов и объединил под своей властью весь Хадрамаут. Кроме того, Бадр совершил несколько походов на восток, обложив данью Махру и Дофар. Султан Бадр III находился под покровительством османского султана Сулеймана Великолепного, в каждом письме к нему подчёркивал свою неизменную преданность и регулярно присылал подарки и пленных португальцев. В ответ на просьбы Бадра Высокая Порта присылала ему оружие, инструкторов и даже продовольствие в неурожайные годы.

## Учреждение Йеменского эялета
Окончательное завоевание Йемена и превращение его в османскую провинцию — эялет — стало одним из составных звеньев начавшейся в 1538 году османо-португальской войны в Индийском океане. Решив покончить с португальским владычеством в Индии и установить османскую монополию над индийскими торговыми путями, султан Сулейман Великолепный приказал создать новый мощный флот в Суэце, строительство которого было завершено к маю 1538 года. 13 июня османская армада из 70-ти гребных военных и примерно 100-та транспортных кораблей (хадрамаутский историк Ибн Хашим оценивал численность османского контингента в 40 тысяч человек) под командованием 80-летнего бейлербея Египта Хадым Сулейман-паши (или Сулейман-паши аль-Хадыма) выступила к берегам Индии и 3 августа подошла к порту Адена. Рассчитывая получить от турок военную помощь в войне с зейдитами, тахиридский султан Амир III ибн Дауд оказал им радушный приём, впустив несколько османских кораблей в порт Адена и позволив матросам сойти на берег. Амир приказал празднично украсить город и вывесить на городских воротах османские флаги, а к Сулейман-паше направил приветственную делегацию с богатыми дарами. В ответ Сулейман-паша пригласил его отобедать на своём флагманском корабле. Несмотря на предостережения своих эмиров, Амир ибн Дауд с небольшой свитой прибыл на корабль Сулейман-паши, где незамедлительно был повешен на рее. По мнению исследователей, причиной казни Амира III стали его связи с португальцами. После этого османские войска без всякого сопротивления заняли Аден. По приказу Сулейман-паши были повешены ближайшие советники султана и вырезаны все представители династии Тахиридов, а их имущество конфисковано. Аден был отдан на разграбление османским солдатам, а на городских воротах была высечена надпись: «Город в 945 году Хиджры победоносно завоёван османами». На территории тахиридских владений был создан османский санджак, в Адене был размещён турецкий гарнизон из пятисот янычар под командованием Бахрам-бея, а в его порту осталось пять турецких галер, оснащённых пушками. После этого Сулейман-паша во главе своей флотилии продолжил поход на Португальскую Индию.
Не добившись никаких результатов на ниве завоевания Индии, османский флот в конце осени 1538 года вернулся к берегам Йемена и 26 ноября вошёл в хадрамаутский порт Эш-Шихр. Приняв заверения касиридского султана Бадра III в лояльности, Хадым Сулейман-паша утвердил его в качестве вассального правителя Хадрамаута, управляющего землями «от ворот Адена до пределов Дофара», а также сообщил ему о намерении превратить Хадрамаут в османский эялет, а самого Бадра сделать османским наместником. Воодушевлённый этой перспективой касиридский султан обязался неукоснительно исполнять любые требования Высокой Порты, в том числе, ежегодно выплачивать дань в размере 10 тысяч ашрафи. Ещё в августе 1538 года в пятничной хутбе на территории Хадрамаута начали упоминать имя османского султана Сулеймана. Для отражения португальской угрозы Бадру был предоставлен османский военный корабль с командой. В декабре основная часть флота Сулейман-паши прибыла в Моху, а небольшая эскадра двинулась дальше на север, где заняла Джизан и другие прибрежные пункты. Османские войска вошли во внутренние районы Йемена и без труда заняли Забид — столицу Мамлюкского эмирата. Сулейман-паша направил мамлюкскому эмиру Ахмеду ан-Нахуде «фирман», в соответствии с которым эмир назначался санджак-беем новообразованного Забидского санджака в составе недавно учреждённого Йеменского эялета, и пригласил его приехать в Моху. 27 февраля 1539 года эмир Ахмед прибыл в ставку Сулейман-паши в Мохе вместе со своими сыновьями, братьями и многочисленными мамлюкскими сановниками. По приказу Сулейман-паши их всех тут же перебили, конфисковав забидскую казну и их личные драгоценности.
Назначив Мустафу-бея Быйыклу-оглу временным вали Йеменского эялета, административным центром которого стал Забид, Сулейман-паша со своим флотом отплыл в Суэц. Оставшись во главе эялета, Мустафа-бея попытался продвинуться вглубь Джебеля и взять Таиз, но столкнулся с упорным сопротивлением зейдитов и отступил. В следующем году Мустафу-бея во главе эялета сменил назначенный Высокой Портой бейлербей Йемена, которым стал Мустафа-паша ан-Надджар (или ан-Нашшар) (1540—1545, 1554—1555), при котором продолжилась последовательная османизация страны. В Йемене были упразднены тахиридские социальные институты, ликвидированы икта и другие формы местного феодального землевладения, а богатства старых знатных фамилий были конфискованы. Все источники дохода перешли в ведение османской казны, были установлены принципы османского налогообложения. Сбором и распределением налоговых и таможенных платежей ведали дефтердары, подотчётные финансовому учреждению Высокой Потры. В целом военно-административная система Йемена была построена по образцу османского Египта (за исключением системы тимаров, которую вводить не стали). Выполнение полицейских функций в сельской местности было возложено на местные вооружённые формирования, укомплектованные представителями коренного населения. Широко развернулась борьба с бесчинствующими бедуинами, всевозможными мятежниками и разбойниками, которые преследовались особенно беспощадно. Первый бейлербей Йемена Мустафа-паша даже получил прозвище «ан-Надджар» («Пильщик»), поскольку завёл себе обычай распиливать надвое попадавшихся в его руки разбойников.
Бейлербеи тщательно следили за соблюдением норм шариата и османских законов, за хорошим состоянием дорог, караван-сараев и мечетей, занимались регулированием цен на продовольствие, сырьё и топливо, а также обеспечивали возделывание опустевших земель. Йеменский эялет включал в себя несколько санджаков, главы которых (санджак-беи) назначались специальным фирманом османского султана. Каждый санджак делился на несколько традиционных судебно-налоговых округов — када и нахийя, — во главе которых стояли каймакамы, на должность которых обычно назначались лояльные туркам местные шейхи. В то же время, несмотря на все эти преобразования, османизация Йемена имела весьма поверхностный характер. Во многом это было связано с тем, что взаимоотношения Йеменского эялета с Высокой Портой с самого начала были основаны на принципе сальяне, в соответствии с которым в стране не стала насаждаться османская военно-ленная система, а местные феодалы сохранили большинство своих прав на землю. Помимо этого, отдалённость Йемена от столицы Османской империи способствовала превращению местных бейлербеев в фактически полновластных правителей, преследовавших исключительно цели личного обогащения. Не брезгуя никакими методами для обеспечения собственных интересов, бейлербеи проводили политику террора и открытого грабежа местного населения, тем самым, дискредитируя центральное османское правительство, что довольно скоро привело к резкому падению уровня лояльности местной феодальной знати.